# Vincent (Radsportler)
Vincent (Vorname unbekannt) war ein belgischer Radrennfahrer.
Im Jahre 1900 nahm er an den Olympischen Spielen 1900 in Paris im Bahnsprint teil. Mit dem zweiten Platz im neunten Lauf der ersten Runde qualifizierte er sich für die zweite Runde. In dieser wurde er im fünften Lauf mit einem Rückstand von zwei Längen ebenfalls Zweiter, war damit allerdings ausgeschieden.